# 10716 Olivermorton
10716 Olivermorton (1983 WQ) là một tiểu hành tinh vành đai chính được phát hiện ngày 29 tháng 11 năm 1983 bởi E. Bowell ở Trạm Anderson Mesa thuộc đài thiên văn Lowell.